# IC 742
IC 742 је спирална галаксија у сазвјежђу Лав која се налази на листи објеката дубоког неба у Индекс каталогу.
Деклинација објекта је + 20° 47' 59" а ректасцензија 11h 51m 2,2s. Привидна величина (магнитуда) објекта IC 742 износи 13,9 а фотографска магнитуда 14,7. IC 742 је још познат и под ознакама UGC 6822, MCG 4-28-68, CGCG 127-73, PGC 37056.